# مصطفى السكندراني
مصطفى السكندراني (17 تشرين الثاني 1920 في القصبة السفلى، الجزائر العاصمة – 8 تشرين الأول 2005) كان عازف بيانو جزائري، ومؤدي موسيقى شعبية.

## حياته المبكرة
وُلِد السكندراني عام 1920 في قصبة الجزائر العاصمة، وكانت عائلته من أصل تركي وجاءت في الأصل من إسكندرونة في تركيا. في الواقع، لقب عائلته "سكندراني" هو لقب من أصل تركي يستخدمه في الجزائر عائلات من إسكندرون سواءً عرب أو ترك.

## حياته المهنية
كان أول ظهور إذاعي للسكندراني مع الملحن رشيد قسنطيني وشريكته ماري سوسان. وتبع ذلك جولة في الجزائر سنة 1940 مع أم كلثوم، ومحي الدين بشتارزي، ودريسكار، ومصطفى كاتب وآخرين. عند عودته من الجولة، رافق جميع النجوم الذين حضروا الحفلات الموسيقية ومن بينهم دحمان بن عاشور، والحاج منور، وعميد الموسيقى الشعبية الحاج محمد العنقة. بصفته قائدًا للجزء الحفلي، كان سكندراني حاضراً في 46 عملًا من إبداعات المسرح العربي لأوبرا الجزائر.
في عام 1956، قام الموسيقي البودالي سفير بتعيين السكندراني في الأوركسترا الحديثة بديلًا للحاج محمد العنقة. وكان أيضًا عازفًا منفردًا في الأوركسترا الكلاسيكية التي تم تكليفها لعبد الرزاق فخرجي، وهو المنصب الذي شغله حتى استقلال الجزائر، حيث جمع بين أعمال الراديو والمصالح في التلفزيون الناشئ.
ابتداءً من عام 1938، ألف السكندراني أكثر من 300 مقطوعة موسيقية حديثة أو شعبية و187 قصيدة وأنشودة بما في ذلك "يوم الجمعة"، "الحرز"، "كيفشيلتي"، "قهوة و لاتيه"، "بويا حنيني" و "لايني فلاتي". من 1966 إلى 1981، كان مدرسًا في المعهد الموسيقي بالجزائر العاصمة و شغل منصب المدير منذ عام 1981.
توفي في 8 تشرين الأول 2005 عن عمر يناهز 85 عامًا في منزله بالجزائر العاصمة بعد صراع طويل مع المرض. وقد دُفِن بمقبرة سيدي محمد.

## توثيق الموسيقى
- توشيا (1963 EP، باثي)
- ستيخبار (LP 1965، باثي)
- خلاصات (ألبوم 1965، باثي)
- Le Piano Dans La Musique Arabe (مجموعة 1992، Artistes Arabes Associés)
- الموهوبون (مجموعة 1993، Artistes Arabes Associés)

## روابط خارجية
- مصطفى السكندراني التسجيلات من ديسكاغز.كوم